# 巴伦 (列日省)
巴伦（法語：Baelen，法語發音：[balɛn]）是比利时列日省的一个语言便利市镇，面积85.73平方千米，人口4,434人（2018年1月1日）。巴伦是比利时法语社群的一部分，当地居民多数使用法语，但作为一个语言便利市镇，市政部门会为德语和荷蘭語使用者在教育方面提供语言便利。